# Зек Рейлі
Зек Рейлі  (англ. Zach Railey, 9 травня 1984) — американський яхтсмен, олімпійський медаліст.

## Виступи на Олімпіадах
| Олімпіада  | Дисципліна | Місце |
| ---------- | ---------- | ----- |
| Пекін 2008 | Фін        | 2     |